# Сацький Олександр Степанович
Олександр Степанович Сацький (16 листопада 1930, Пологи, Запорізька область, Українська РСР — 6 липня 1986, Київ, Україна) — український кінодраматург, член Спілки кінематографістів України.
Народився 1930 р. у м. Пологи, Запорізької області. Закінчив сценарний факультет Всесоюзного державного інституту кінематографії (1962).
Працював редактором, сценаристом Кіностудії ім. О. П. Довженка. З 1982 р. — на творчій роботі.

## Фільмографія
Автор сценаріїв фільмів:
- «Зірочка» («Київська соната») (1962)
- «Московська навколосвітка» (1959)
- «Київська соната» (1962)
- «Лють» (1965, у співавт. з Б. Лавреньовим i Є. Онопрієнком)
- «Перевірено — мін немає» (1965, у співавт.)
- «Всюди є небо» (1966, у співавт. з Ю. Яковлевим)
- «Зоряний цвіт» (1971)
- «Лаври» (1972, у співавт. з П. Загребельним)
- «В бій ідуть одні „старики“» (1973, у спшавт. Перша премія VII Всесоюзного кінофестивалю, Баку, 1974; Великий приз Міжнародного кінофестивалю, Касмаї, Югославія, 1974; Приз Міжнародного кінофестивалю, Карлови Вари, ЧССР, 1974)
- «Вогонь» (1973, у співавт.)
- «Товариш бригада» (1973, т/ф, 2 с, Перший приз Всесоюзного огляду телефільмів, Донецьк, 1974)
- «Біле коло» (1974, у співавт. з Ю. Лисенком)
- «Марина» (1974)
- «Переходимо до любові» (1975, т/ф)
- «Завтра вистава» (1977)
- «Вир» (1983)
- «Женихи» (1985)
- «Кармелюк» (1986) та ін.